# Кентерберійський собор
Кентерберійський собор в Кентербері, Кент — одна з найстарших християнських будівель в Англії і є частиною світової спадщини ЮНЕСКО.
Це собор Архієпископа Кентерберійського, духовного голови англіканської церкви і символічного голови англіканського співтовариства. Повна назва — Собор і Митрополитська Церква Христа в Кентербері.

## Історія
За відомостями Беди Преподобного, собор був заснований 603 року місіонером папи Григорія Великого — Августином Кентерберійським. Фундаменти започаткованої ним будівлі були відкриті археологами 1993 року. Храм був спочатку присвячений Христу Спасителю. У середині VIII століття св. Кутберт прибудував до собору баптистерій.
Після норманського завоювання порядком занепала церква була перебудована архієпископом Ланфранком в дусі нормандського романського мистецтва. Ансельм Кентерберійський підняв будівництво на новий рівень, про що свідчить що дійшла до наших днів і вельми обширна крипта.
1174 року собор згорів. При відновленні до храму була прибудована Троїцька капела, в яку перенесли мощі убитого в соборі архієпископа Томаса Бекета. З того часу собор став святинею цього мученика, щорічно привертаючи тисячі паломників, які служили опорою його добробуту (про паломників див. «Кентерберійські оповідання»).
В XV столітті нава набула близького до сучасного вигляду («перпендикулярна готика»); істотно була надбудована центральна вежа. Північно-західна вежа в романському стилі в XVIII столітті загрожувала обваленням і була розібрана; в 1830-ті роки на її місці виросла нова споруда, стилізована в дусі «перпендикулярної» готики.
Навколо Кентерберійського собору розташувалися два клуатри, монастирський садок та декілька підсобних приміщень різного часу побудови. При св. Дунстані (X століття) прихід собору був реорганізований в бенедиктинское абатство, яке 1539 року було секуляризоване за розпорядженням Генріха VIII, як останнє в Англії. Частину прибудов було знищено в березні 1942 року під час нальоту люфтваффе, метою якого був сам собор.

## Галерея

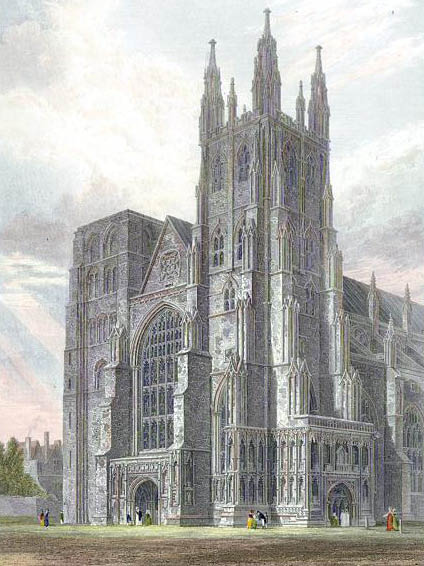
Вигляд собору з заходу на 1821 рік.
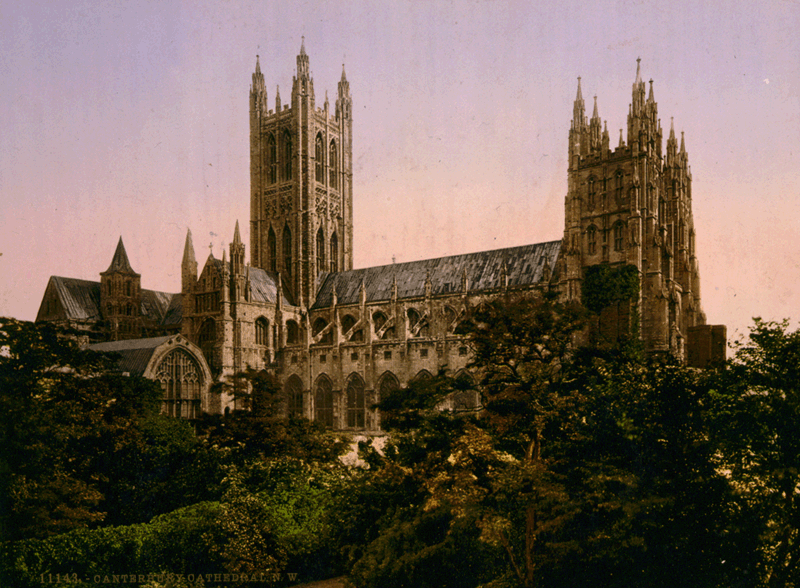
Вигляд собору з північного заходу в 1890-1900 роках.
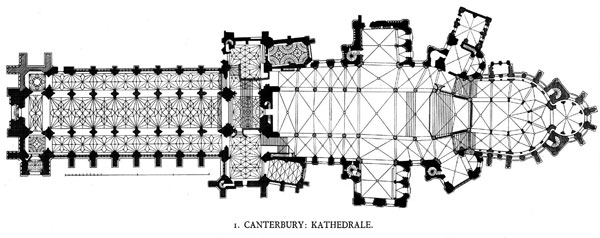
План собору, що показує складність готичного планування.
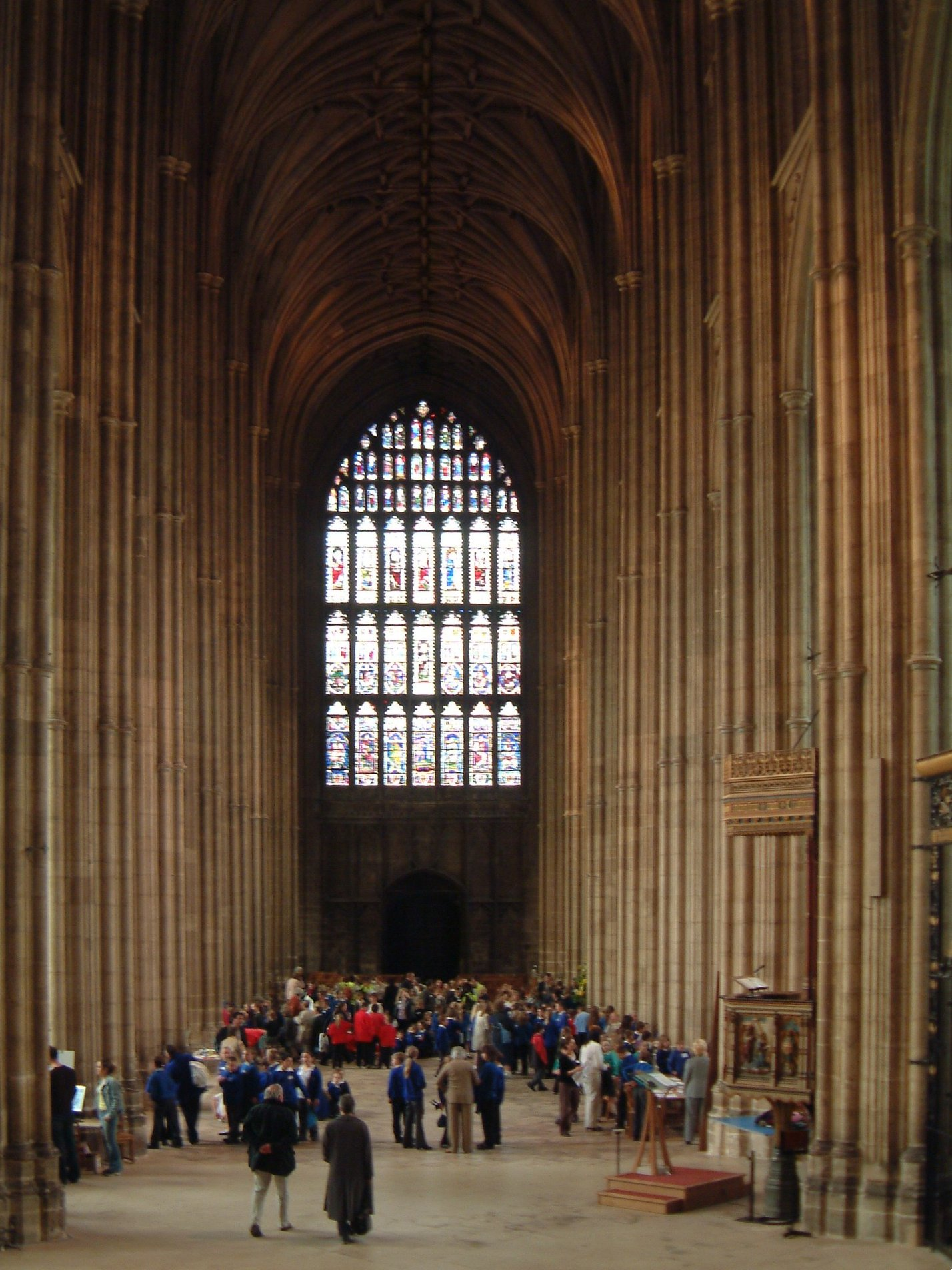
Центральний неф собору
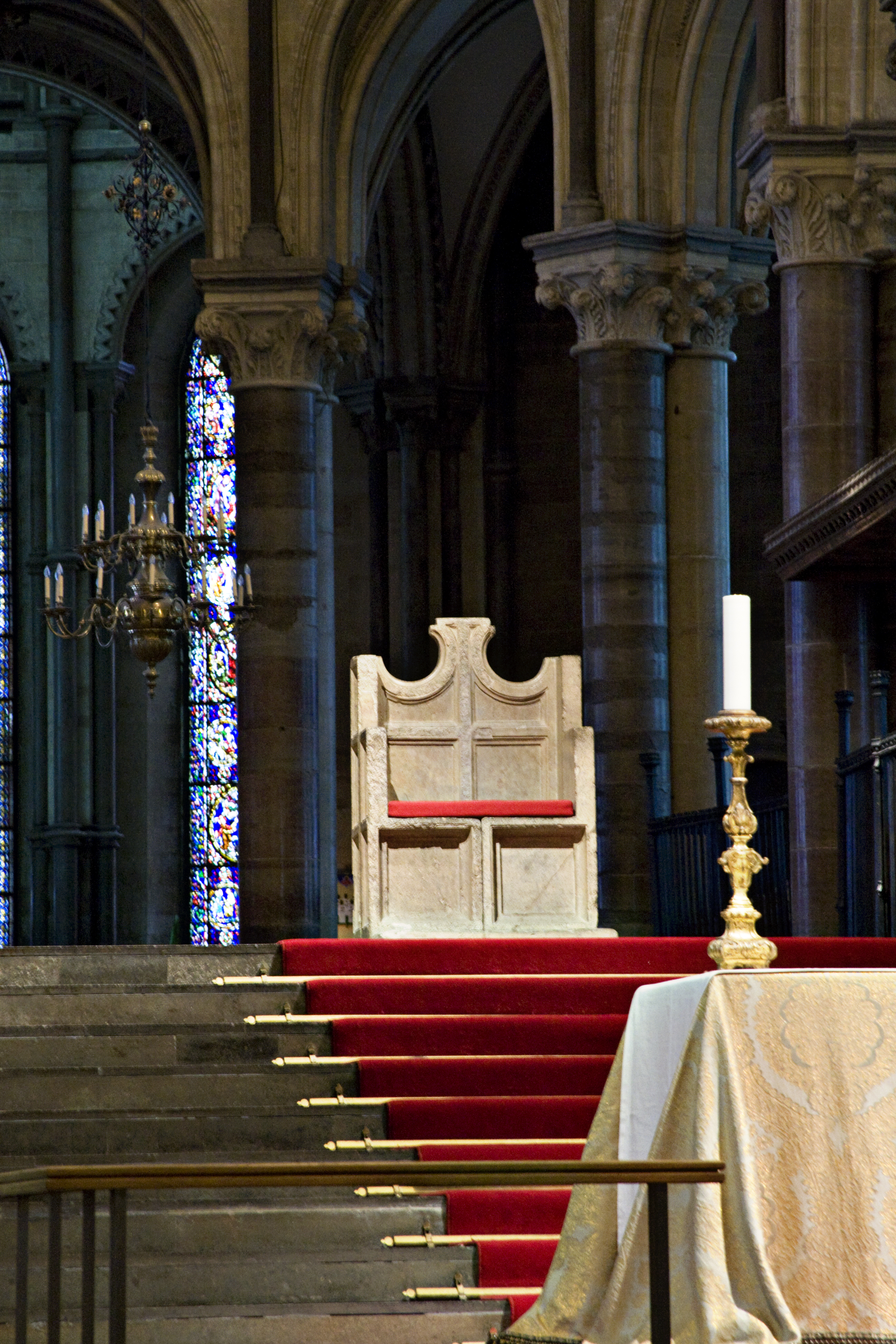
Трон архієпископа в Кентерберійському соборі
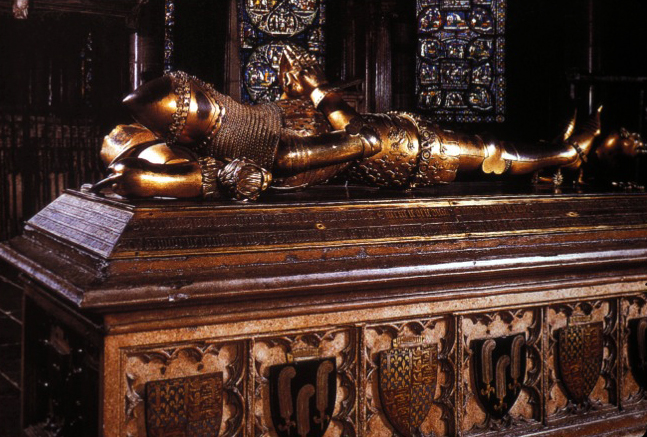
Гробниця Чорного принца
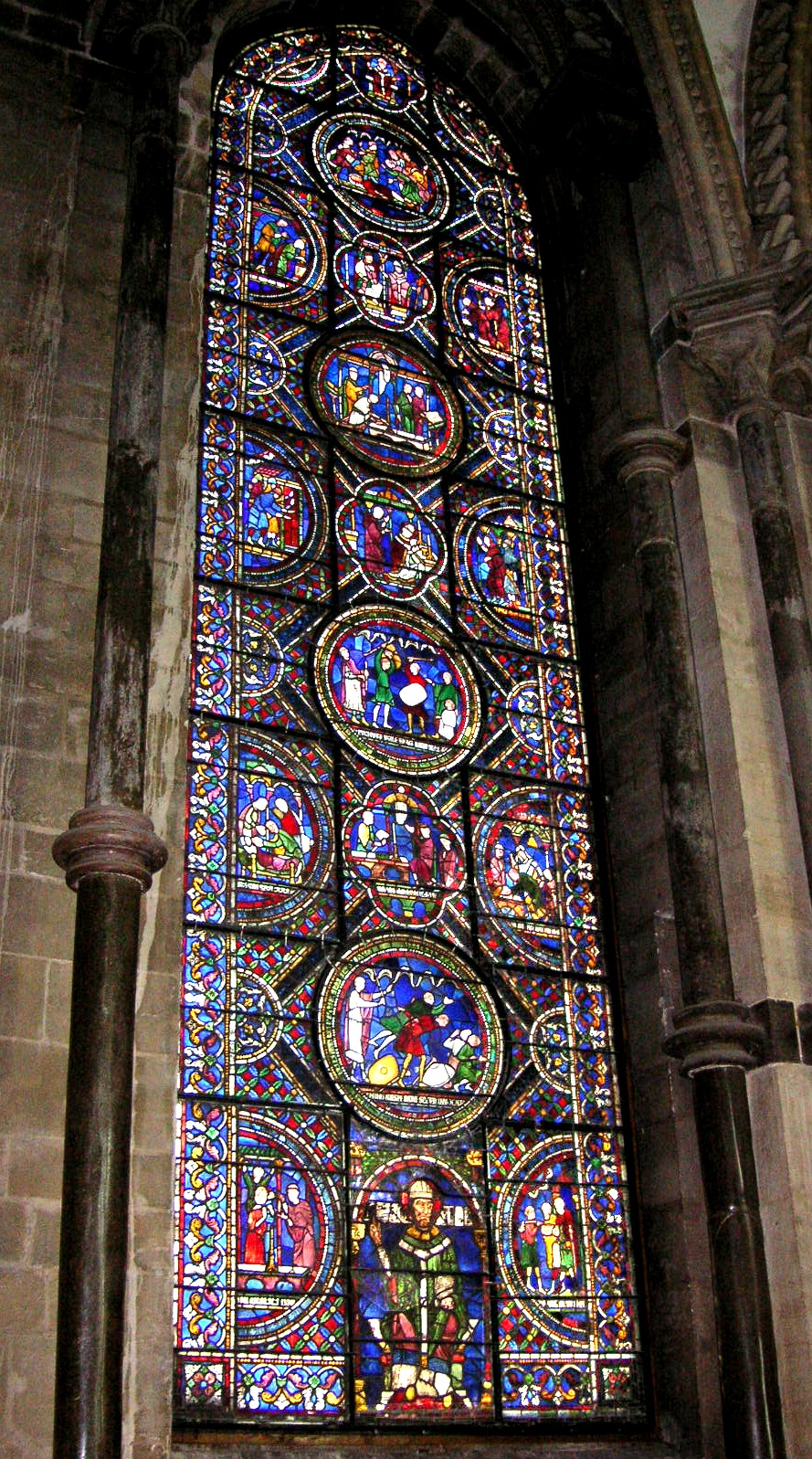
Вітраже з зображення вбивства Томаса Бекета
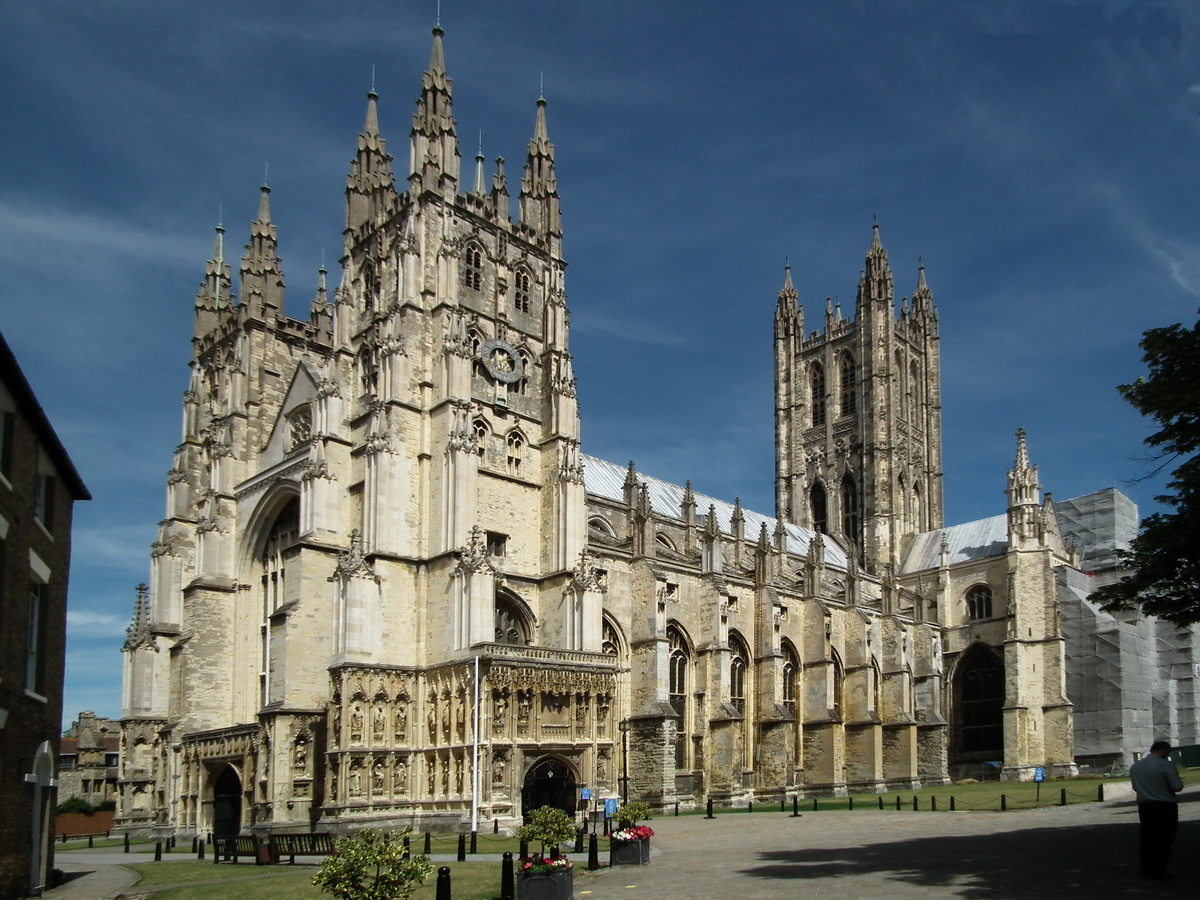
Частина екстер'єру
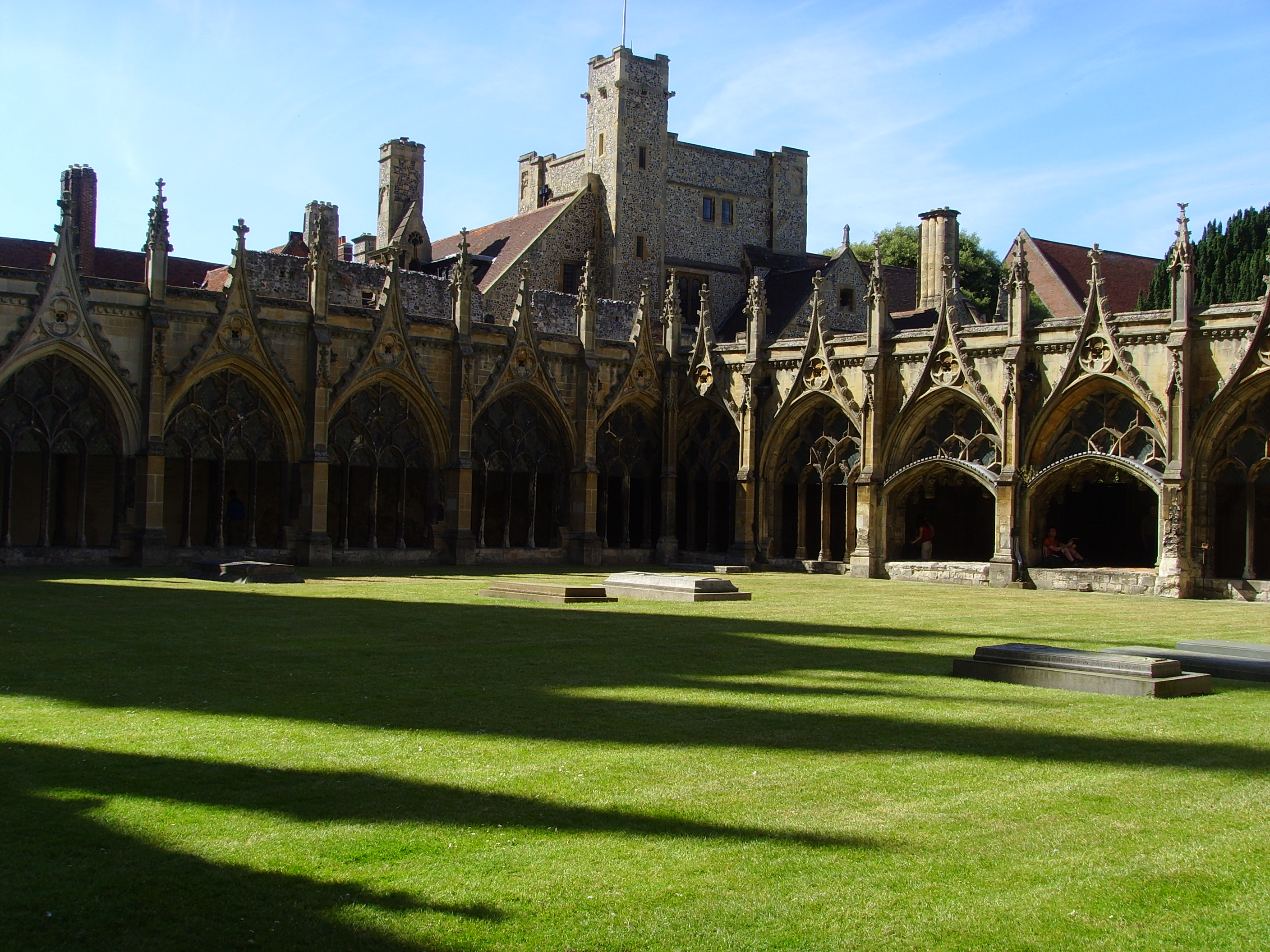
Частина інтер'єру